# Åbyhøj SK
Åbyhøj Squash Klub er en Dansk squashklub. Klubben har lokaler på Silkeborgvej 261, i Aarhus-bydelen Åbyhøj. Klubben er en af de stærkeste i Danmark, med tre hold placeret i de bedste to danske rækker, og et fjerde hold i 2. division Midt/Nord. Klubbens førstehold har flere gange taget medaljer i elitedivisionen, i 2008 måtte de dog nøjes med en 4. plads.

## Historie
Klubbens lokaler er placeret i den gamle Astra Biograf som blev nedlagt til fordel for en sammensmeltning af biografer under Nordisk Film. I dag kan Astra Biografen mindes i Biocity i Aarhus C, hvor én af salene er opkaldt efter biografen. De gamle sale i Astra Biografen er i dag omdannet til Squashbaner. Åbyhøj Squash Klub råder i dag over 3 baner.

## Nuværende spillere
Herre Hold:
| 1 | Tyskland | Stefan Leifes (1. Herre)    |
| 2 | Danmark  | Mikkel Korsbjerg (2. Herre) |
| 3 | Danmark  | Mads Korssbjerg (3. Herre)  |
| 4 | Danmark  | Phillip Tran (4. Herre)     |

| 5 | Danmark | Kasper Svith (1. Herre reserve) |
| 6 | Danmark | Emil Grooss (2. Herre reserve)  |

Dame Hold:
| 1 | Danmark | Ditte Nielsen (1. Dame)     |
| 2 | Danmark | Dagmar Feddern (2. Dame)    |
| 3 | Danmark | Nanna Frederiksen (3. Dame) |

| 4 | Danmark | Line Aagard (1. Dame reserve) |